# Sauvignon blanc
Sauvignon blanc, Sauvignon Blanc – drugi pod względem wielkości światowych upraw biały szczep winorośli, pochodzący przypuszczalnie z regionu Bordeaux we Francji. Nazwa wywodzi się od francuskich słów sauvage (dziki) i blanc (biały), które odnoszą się do dziko rosnących krzewów tej odmiany na południowym zachodzie Francji, być może wywodzących się od savagnin, popularnej w Jurze. Sauvignon blanc jest uprawiany w wielu regionach winiarskich świata jako podstawa orzeźwiających i wyrazistych wytrawnych białych win odmianowych. Światową sławę zyskały także deserowe wina z tego szczepu produkowane w apelacjach AOC Sauternes i Barsac we Francji. Główne obszary upraw rozpościerają się we Francji (Dolina Loary, Bordeaux), Nowej Zelandii (Marlborough), Chile, Kanadzie, Australii, RPA, Mołdawii, krajach środkowoeuropejskich i w Kalifornii. Niektóre z kalifornijskich win sauvignon blanc są sprzedawane pod nazwą fume blanc.
W zależności od klimatu, aromat sauvignon blanc mieści się w szerokim spektrum smaków i zapachów: od wyraźnie trawiastego aż po słodkawy, przywołujący na myśl owoce egzotyczne. Specjaliści używają określeń rześki, elegancki i świeży na najlepsze przykłady jednoodmianowych win z Doliny Loary i Nowej Zelandii. Lekko schłodzone wina sauvignon blanc stanowią dobre uzupełnienie dań rybnych i serów, zwłaszcza kozich. To także jedne z niewielu win, które pasują do sushi.
Sauvignon blanc, obok rieslingów, było jednym z pierwszych wysokiej klasy win rozlewanych na szeroką skalę do butelek z zakrętką, zwłaszcza przez winiarzy z Nowej Zelandii. Wina sauvignon blanc pije się zwykle młode, gdyż niewiele zyskują na starzeniu, z wyjątkiem niektórych win starzonych w dębowych beczkach albo baryłkach (pessac-léognan i graves do 15 lat) i innych win białych z apelacji bordoskich.

## Historia
Przodkowie sauvignon blanc pochodzili z zachodniej Francji, z Doliny Loary albo Bordeaux. Takiej pewności nie ma co do samej odmiany. Badania sugerują, że jest potomkiem odmiany savagnin. Wskazuje się także związki z carménère. W XVIII wieku z sauvignon blanc i cabernet franc wykształciła się w regionie Bordeaux krzyżówka znana jako cabernet sauvignon. W XIX wieku na plantacjach sauvignon blanc zdarzały się także krzewy sauvignon vert (w Chile znany jako sauvignonasse, w Europie jako friulano) oraz mutant sauvignon gris. Jeszcze przed klęską filoksery, która spustoszyła francuskie winnice w XIX wieku, sadzonki wymieszanych krzewów zostały wywiezione do Chile, gdzie do dziś spotyka się tak urozmaicone winnice. Pomimo zbieżności nazw, nie jest znane pokrewieństwo pomiędzy sauvignon blanc a mutantem sauvignon rosé z Doliny Loary.
Pierwsze sadzonki sauvignon blanc zostały przywiezione do Kalifornii w latach 80. XIX wieku przez Charlesa Wetmore’a, założyciela winiarni Cresta Blanca. Źródłem sadzonek były winnice Château d'Yquem w apelacji Sauternes. Odmiana dobrze zaaklimatyzowała się w Livermore Valley. Robert Mondavi nadał kalifornijskim winom sauvignon blanc w 1968 określenie „Fumé Blanc”. W Nowej Zelandii szczep pojawił się na próbę w latach 70. XX wieku jako kandydat do kupażowania z odmianą müller-thurgau.

## Rozpowszechnienie

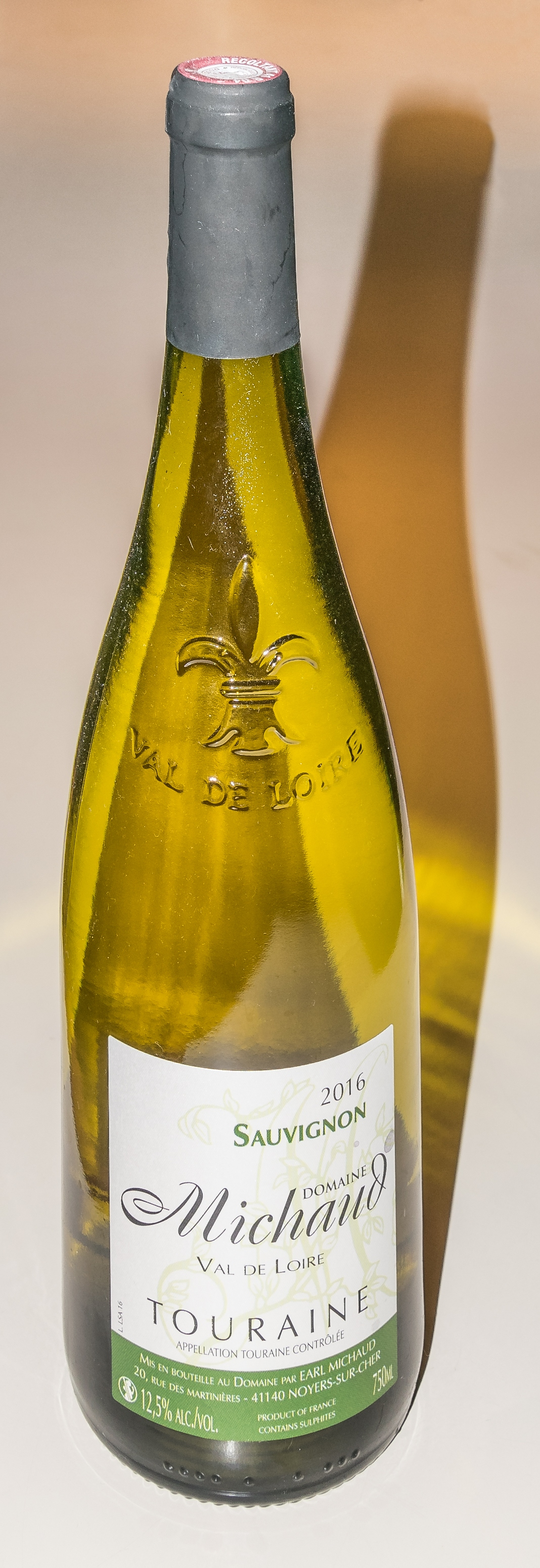
Francuskie sauvignon blanc z apelacji Touraine

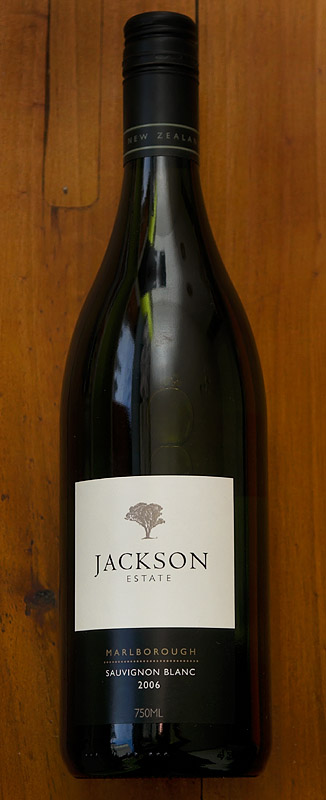
Jackson Estate Sauvignon Blanc z Marlborough

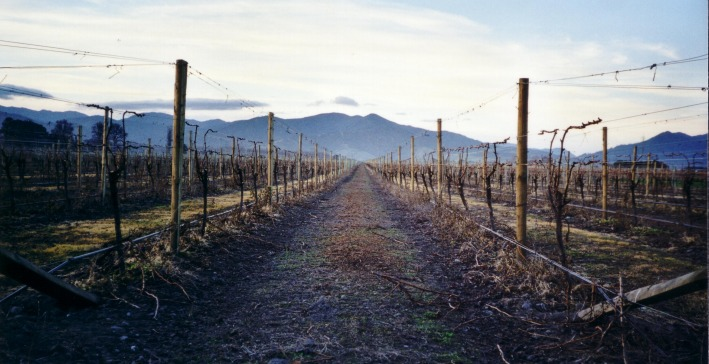
Winnice sauvignon blanc w Marlborough (Nowa Zelandia) z widocznym silnym przycinaniem

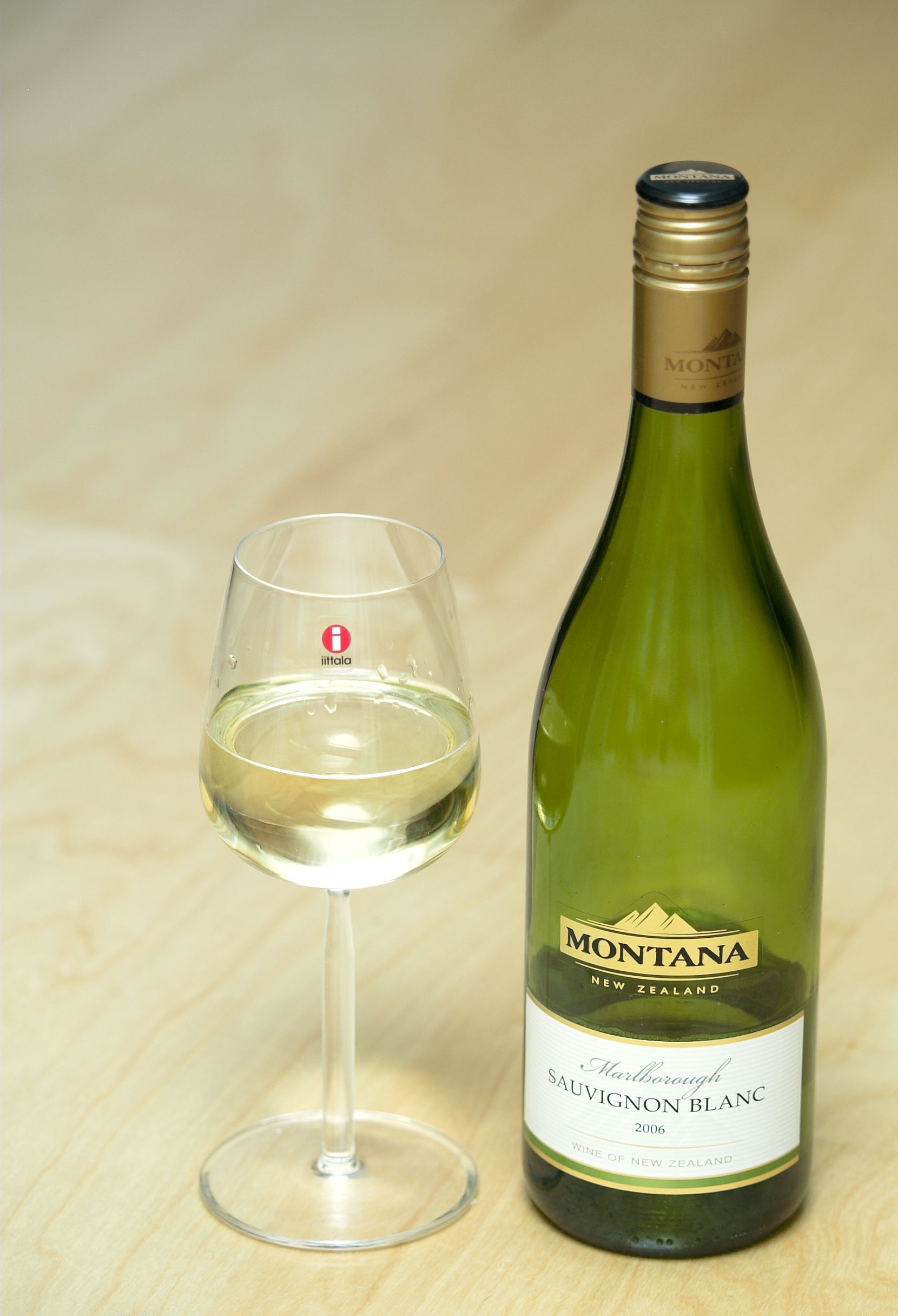
Nowozelandzkie wino sauvignon blanc w kieliszku

Sauvignon blanc pochodzi z Francji, z regionu Bordeaux albo Doliny Loary, gdzie nadal jest szeroko uprawiany. Duże obszary winnic znajdują się także w Kalifornii, Australii, Chile, Republice Południowej Afryki z tendencją rosnącą, gdyż miłośnicy białych win szukają alternatywy dla chardonnay. Odmiana jest popularna również w północnych Włoszech. Sauvignon blanc uprawia się także w krajach Europy Środkowej, choć powierzchnią winnic ustępuje innym szczepom:

### Francja
We Francji sauvignon blanc jest trzecim co do ważności szczepem białym (27 931 ha w 2010, za ugni blanc i chardonnay). Uprawiany jest w morskim klimacie Bordeaux (szczególnie w apelacjach Entre-Deux-Mers, Graves i Pessac-Léognan na wina wytrawne i w Sauternes na wino słodkie), jak również w przejściowym klimacie doliny Loary (m.in. w apelacjach Pouilly-Fumé, Sancerre i Touraine). Klimat w tych regionach sprzyja spowolnieniu dojrzewania gron, dzięki czemu winogrono ma więcej czasu, by zrównoważyć poziom cukru i kwasowości istotny dla postrzegania aromatów wina. Francuscy winiarze zwracają uwagę na cechy siedliska (terroir), przede wszystkim gleby, które mają wpływ na jakość, smak i aromat wina. Kredowo-marglowe podłoże w Sancerre i Pouilly nadaje winom bogactwo i złożoność aromatów, natomiast winorośl uprawiana na innych glebach wapiennych daje wina delikatniejsze, ale wonniejsze. Żwirowe gleby wzdłuż Loary i jej dopływów sprzyjają kwiatowo-mineralnym smakom, wina bordoskie są zaś bardziej delikatne i owocowe. Najtrwalsze z win produkowanych z sauvignon blanc pochodzą z gleb o wysokim udziale krzemu.
Wino pouilly fumé pochodzi z miasteczka Pouilly-sur-Loire, położonego nad Loarą, naprzeciwko Sancerre. Tamtejsza gleba jest krzemionkowo-wapienna i miała jakoby wprowadzać do wina dymny aromat, stąd w nazwie apelacji pojawiło się francuskie słowo Fumé, oznaczające dym. W rzeczywistości zapach ten, zauważalny w niektórych winach, pochodzi od fermentacji lub starzenia w silnie wypalonych beczkach. Sauvignon blanc jest obok sémillon, muscadelle i ugni blanc jedną z trzech podstawowych odmian dozwolonych w produkcji białego bordeaux. Z reguły są to wina kupażowane z kilku szczepów (cuvée), ale podstawą dla niektórych win, np. Pavillon Blanc produkowanego w słynnym Château Margaux jest właśnie sauvignon blanc. W dolinie Rodanu wytwarza się wyraźnie wytrawne białe wina z sauvignon blanc i odmiany tresallier.
W apelacji Sauternes grona sauvignon blanc są pozostawiane na krzewach po osiągnięciu dojrzałości (późny zbiór – ang. late harvest, fr. vendange tardive) i kupażowane z odmianą sémillon na słodkie wino sauternes. Udział sauvignon blanc w zależności od producenta wynosi od 5 do 50%, przy czym jedyne sauternes klasy premier cru supérieur, Château d'Yquem zawiera 20% sauvignon blanc, a jego zdolność starzenia w zależności od rocznika ocenia się na od 20 do 60 lat. Zwyczajowo w Sauternes krzewy sauvignon blanc były sadzone w równych odstępach pomiędzy rzędami sémillon. Skłonność sauvignon blanc do dojrzewania wcześniej o tydzień lub dwa sprawiała, że gdy oczekiwały na zbiór częściowo traciły intensywność aromatu. Sprawiło to, że niektórzy winogrodnicy zdecydowali się na wydzielenie sauvignon blanc do osobnych winnic.
Z tradycyjnie kojarzoną z odmianą chardonnay gminą Chablis sąsiaduje apelacja Saint-Bris AOC, której wina sauvignon blanc zyskują coraz większe uznanie.
Na mniejszą skalę sauvignon blanc uprawia się w innych regionach Francji.

### Włochy
Szczep sauvignon blanc jest uprawiany w północnych Włoszech, a najlepsze białe wina daje w regionach Górna Adyga i Friuli-Wenecja Julijska. Sporą popularnością cieszy się także w Wenecji Euganejskiej, Emilii-Romanii i Lombardii. Tutejsze wina cechują się owocowo-kwiatowym zapachem i pełnym aromatem, a niektóre z win są lekko starzone. Sauvignon blanc, nazywany sauvignon jest podstawą dla licznych win klasy DOC, np. Collio i Colli Orientali del Friuli.

### Niemcy
W Niemczech sauvignon blanc był w 2008 roku uprawiany tylko na 434 ha (0,4% powierzchni winnic), ale z wyraźną tendencją wzrostową, gdyż od 2005 roku powierzchnia upraw wzrosła niemal dwuipółkrotnie.

### Austria
W Austrii odmiana jest nazywana muskat-silvaner i uprawiana przede wszystkim w Styrii na wytrawne wina o zróżnicowanej jakości. Spotykana jest także w winnicach regionu Wachau.

### Węgry
Sauvignon blanc zyskał popularność jako surowiec do produkcji świeżych i lekkich win do konsumpcji bez starzenia.

### Inne kraje Europy Środkowej
Szczep jest uprawiany na stosunkowo niewielką skalę w Czechach, Bułgarii, Słowenii

### Australia
W Australii, przede wszystkim w regionie Margaret River, winogrono jest mieszane z odmianą sémillon. Jednoodmianowe wina sauvignon blanc, produkowane w rejonie Adelaide Hills i Padthaway (Australia Południowa) odróżniają się od analogicznych win z sąsiedniej Nowej Zelandii, które cechuje większa dojrzałość smaku z nutami brzoskwini i limonki oraz nieco wyższa kwasowość.

### Nowa Zelandia
W latach 90. XX wieku światową popularność zyskały wina sauvignon blanc z części Nowej Zelandii o morskim klimacie, przede wszystkim z Wyspy Południowej. W regionie Marlborough piaszczyste tereny na łupkowym podłożu okazały się najlepszymi lokalizacjami winnic ze względu na dobry drenaż i ubogą glebę, która sprzyja niskim zbiorom i lepszej koncentracji aromatów. Równoleżnikowo rozciągające się pasy podobnej gleby przecinają aluwialne ziemie doliny rzeki Wairau. Dobre rezultaty i szeroki wachlarz woni daje tam uprawa winnic południkowo (północ-południe), gdzie krzewy na cięższych glebach dojrzewają później i dają grona o bardziej trawiastym posmaku, a bardziej kamieniste podłoże daje grona o smaku przywodzącym na myśl owoce tropikalne. Różnice w glebach i znaczenie momentu winobrania dla ostatecznego efektu stanowią o wyjątkowości sauvignon blanc z Nowej Zelandii.
Wydłużony kształt Wyspy Południowej sprawia, że odległość winnic od wybrzeża nie przekracza 130 km. Chłodny, morski klimat wyspy zapewnia długi i stabilny okres wegetacyjny, pozwalający na wykształcenie przez winogrona naturalnej równowagi między kwasowością a poziomem cukru. Właściwe proporcje stanowią o zapachu i intensywności smaku, z których słyną nowozelandzkie sauvignon blanc. Na uznaniu zyskują wina sauvignon blanc z Waipara na Wyspie Południowej i Martinborough, Gisborne i Hawke’s Bay na Wyspie Północnej, o nieco innym bukiecie niż te z Marlborough. Za nuty agrestu, szparagów i trawiaste, kojarzone z nowozelandzkimi sauvignon odpowiadają związki chemiczne z rodziny pirazyn, które osiągają większe stężenie w winach produkowanych w chłodniejszym klimacie. Aromaty owoców tropikalnych i bukszpanu mogą być związane z pochodnymi tioli.

### Chile i Brazylia
Na początku lat 90. XX wieku, ampelografowie rozpoczęli rozdzielanie sauvignon blanc od krzewów sauvignonasse, dotąd rosnących razem. Jednoszczepowe chilijskie sauvignon blanc ma wyraźnie mniejszą zawartość kwasów od swojego nowozelandzkiego odpowiednika, a bliższe stylowi francuskiemu. Najważniejszym regionem produkcji sauvignon blanc jest region Valparaíso, dzięki chłodnemu klimatowi, pozwalającemu na zbiór winogron nawet 6 tygodni później niż w innych częściach Chile.
Uprawiane w Brazylii krzewy określane jako sauvignon blanc okazały się w rzeczywistości winoroślą odmiany seyval blanc.

### Ameryka Północna
Czołowym producentem winogron sauvignon blanc w Ameryce Północnej jest Kalifornia, choć istnieją także winnice w stanie Waszyngton oraz na Półwyspie Niagara i w dolinie rzeki Okanagan w Kanadzie. W Kalifornii wino produkowane z sauvignon blanc jest znane także jako fumé blanc. Po raz pierwszy nazwa ta została użyta przez Roberta Mondaviego z Robert Mondavi Winery w 1968, któremu zaoferowano partię dobrej jakości gron sauvignon blanc. W tym czasie odmiana nie cieszyła się uznaniem w Kalifornii ze względu na trawiasty posmak i zbyt wyraźne, niezrównoważone aromaty. Mondavi zdecydował się przełamać siłę aromatów przez starzenie w beczkach i zaoferował wyprodukowane wino pod nazwą Fumé Blanc, nawiązującą do francuskiego Pouilly-Fumé. Winiarze z Kalifornii używają obecnie nazw fumé blanc i sauvignon blanc wymiennie, niezależnie, czy wino zostało poddane starzeniu w beczkach, czy nie. Wina oferuje się w dwóch stylach: zbliżonym do nowozelandzkiego, z nutami owoców egzotycznych, szczególnie cytrusowych i passiflory, oraz w stylu Fumé Blanc Mondaviego, bardziej zrównoważonym, przywodzącym na myśl melony.

### Inne kraje
Uznanie powoli zdobywają wina sauvignon blanc z Republiki Południowej Afryki, z regionów Stellenbosch i Durbanville. Wśród białych szczepów winorośli sauvignon blanc zajmował trzecią lokatę (8,2% powierzchni wszystkich upraw, bez względu na kolor).

## Uprawa i winifikacja

### Wymagania

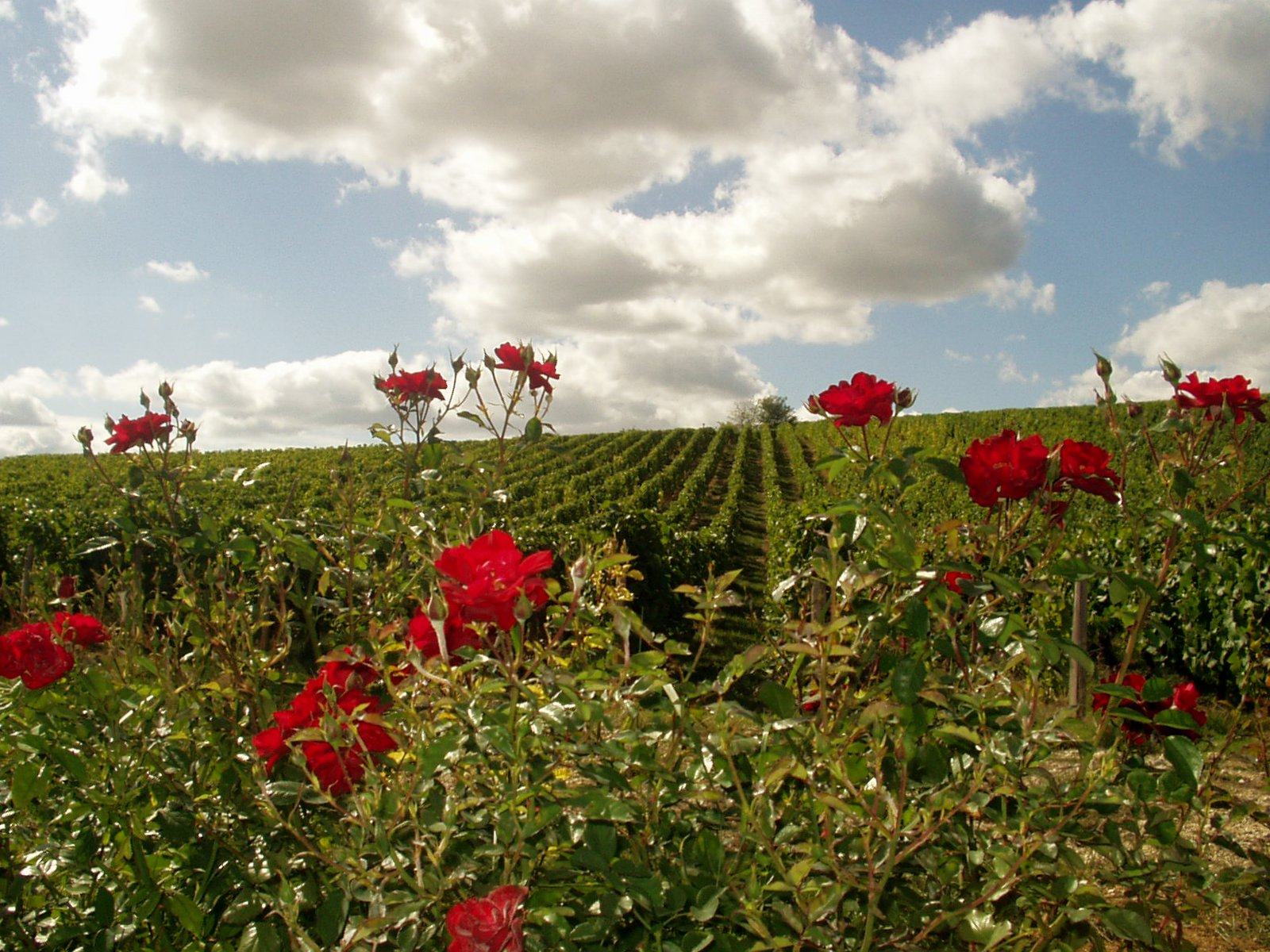
Róże w winnicach Sancerre. Róże są podatne na pleśń i służą jako sygnalizator zagrożenia, pozwalający zdążyć z opryskami ochronnymi

Sauvignon blanc wypuszcza pąki późno, ale dojrzewa wcześnie. Dobrze udaje się w słonecznym klimacie, ale bez nadmiernego upału. W gorętszych regionach, takich jak Południowa Afryka, Australia czy Kalifornia sauvignon blanc najlepiej sobie radzi w chłodniejszych apelacjach, w przeciwnym razie przejrzewa i traci aromat i kwasowość.

### Winobranie i produkcja wina
Winiarze w Nowej Zelandii i Chile zbierają grona przez dłuższy okres ze względu na różnice w cechach smakowych w zależności od stopnia dojrzałości, które są wykorzystywane w kompozycji wina. W pierwszym stadium winogrono cechuje się dużą zawartością kwasu jabłkowego, a w smaku dominują nuty trawiaste i bzu. W miarę dojrzewania stosunek cukrów do kwasów harmonizuje się, a wino nabiera aromatu brzoskwiniowego w cieplejszym i agrestowego w chłodniejszym klimacie. Za aromaty kojarzone z sauvignon blanc odpowiadają pochodne pirazyn. W pagórkowatych winnicach, np. w dolinie Wairau w Nowej Zelandii, można osiągnąć ten sam efekt zbierając wszystkie winogrona jednocześnie.
Charakter wina sauvignon w wysokim stopniu zależy od podejścia do procesu winifikacji. Jednym z czynników jest długość kontaktu moszczu ze skórkami. W początkowym okresie rozwoju winiarstwa w Nowej Zelandii nie było przetwórni winiarskich na Wyspie Południowej, tak więc winogrona były przewożone ciężarówkami i potem promem na Wyspę Północną, nawet do Auckland. Wydłużało to kontakt soku ze skórkami, co wzmacniało aromat wina. Niektórzy winiarze (np. w dolinie Loary) celowo pozostawiają część moszczu ze skórkami na potrzeby korekcji smaku wina, ale inni (np. w Kalifornii) starają się ograniczyć czas kontaktu do minimum ze względu na żywotność trunku.
Innym czynnikiem jest wybór temperatury fermentacji. Francuscy winiarze przeprowadzają fermentację w wyższych temperaturach (około 16–18 °C), co pozwala wydobywać nuty mineralne w winie, zaś producenci z Nowego Świata stosują nieco niższe temperatury, sprzyjające uwydatnieniu nut owocowych. Nieliczni producenci z doliny Loary oraz większość winiarzy z Nowej Zelandii po fermentacji alkoholowej przeprowadza jeszcze fermentację jabłkowo-mlekową. Duży wpływ na charakter wina ma także starzenie w dębowych beczkach, które wyrównuje aromaty i ogranicza naturalnie wysoką kwasowość sauvignon blanc. Niektórzy wytwórcy, np. w Nowej Zelandii i Sancerre fermentują wino w stalowych zbiornikach zamiast w beczkach, by zachować naturalną intensywność smaku i zapachu.

## Synonimy
Sauvignon blanc jest znany także pod licznymi synonimami: beyaz sauvignon, blanc doux, blanc fume, bordeaux bianco, douce blanche, feher sauvignon, feigentraube, fié, fié dans le neuvillois, fume, fume blanc, fume surin, genetin, gennetin, gentin a romorantin, gros sauvignon, libournais, melkii sotern, muskat silvaner, muskat sylvaner, muskatani silvanec, muskatni silvanec, muskatsilvaner, painechon, pellegrina, petit sauvignon, picabon, piccabon, pinot mestny bely, pissotta, puinechou, punechon, punechou, quinechon, rouchelin, sampelgrina, sarvonien, sauternes, sauvignon, sauvignon bianco, sauvignon bijeli, sauvignon blanco, sauvignon fume, sauvignon gros, sauvignon jaune, sauvignon jeune, sauvignon petit, sauvignon vert, sauvignon white, savagnin (nieprawidłowo), savagnin blanc (nieprawidłowo), savagnin musqué, savagnou, savignon, servanien, servonien, servoyen, souternes, sovinak, sovinjon, sovinjon beli, sovinon, spergolina, surin, sylvaner musque, uva pelegrina, weisser sauvignon, oraz zöld ortlibi.